# نورمن فرکلاف
نورمَن فِرکلاف (انگلیسی: Norman Fairclough‏ (تلفظ انگلیسی: ‎/ˈnɔːrmən ˈfɛərklʌf/‎) (زادهٔ ۱۹۴۱) زبان‌شناس و پژوهشگر بریتانیایی است. او استاد بازنشستهٔ دانشگاه لنکستر است. فرکلاف از بنیان‌گذاران تحلیل گفتمان انتقادی به‌شمار می‌رود. او نخستین کتابش را با عنوان زبان و قدرت (لانگمن، ۱۹۸۹) در همین زمینه نوشت.